# Радиоактивное загрязнение

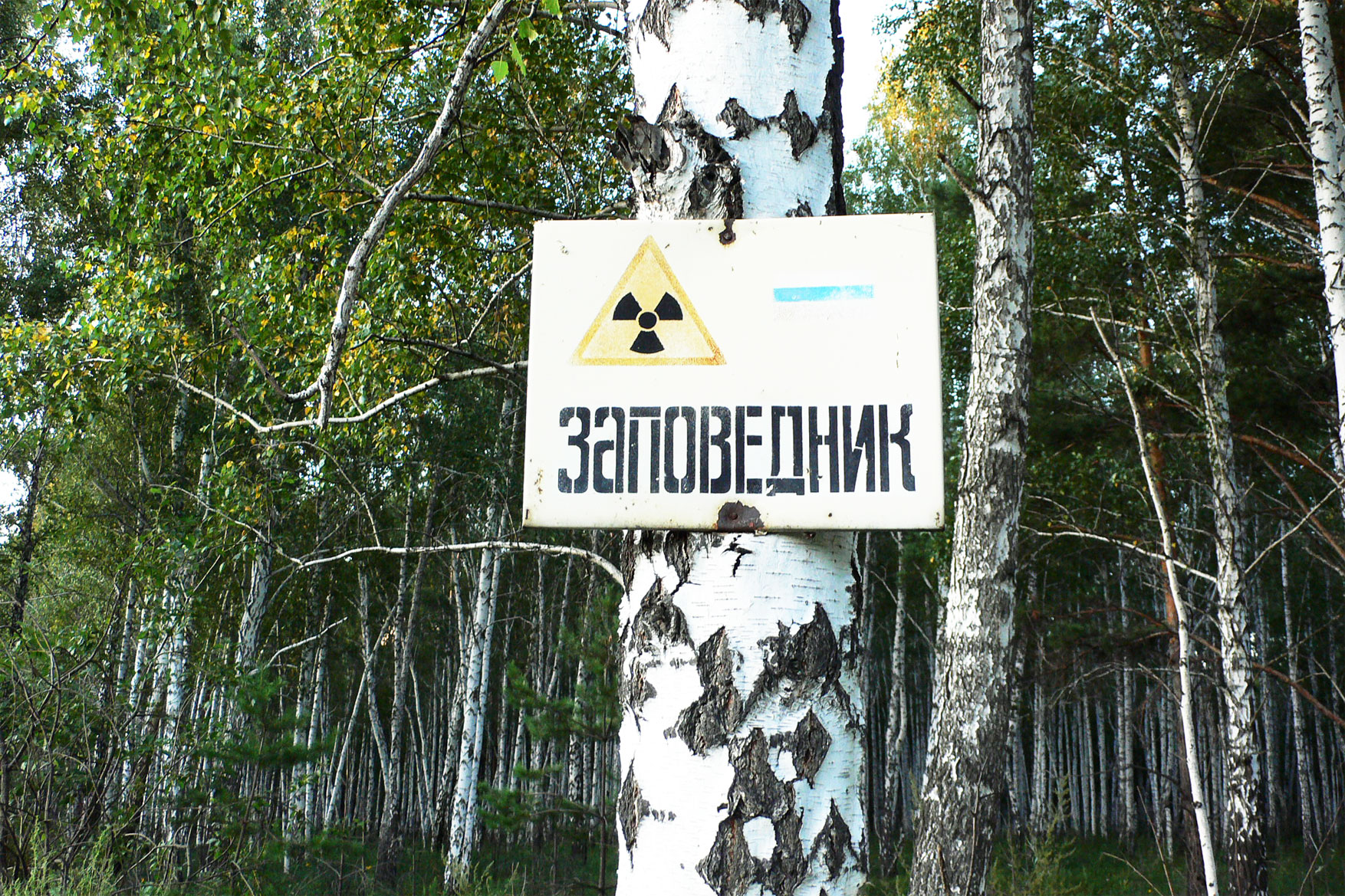
Восточно-Уральский государственный заповедник

Радиоактивное загрязнение — загрязнение местности и находящихся на ней объектов радиоактивными веществами, либо загрязнение водоёмов и грунтовых вод радиоактивными веществами.

## Причины
Радиоактивные загрязнения происходят при:
- выпадении радиоактивных веществ из облака ядерного взрыва и наведённой радиации, обусловленной образованием радиоактивных изотопов в окружающей среде под воздействием мгновенного нейтронного и гамма-излучений ядерного взрыва; поражает людей и животных главным образом в результате внешнего гамма- и (в меньшей степени) бета-облучения, а также в результате внутреннего облучения (в основном альфа-активными нуклидами) при попадании радиоизотопов в организм с воздухом, водой и пищей.
- техногенных авариях (утечках теплоносителей из ядерных реакторов, утечках при перевозке и хранении радиоактивных отходов, случайных утерях промышленных и медицинских радиоисточников и т. д.) в результате рассеяния радиоактивных веществ; характер загрязнения местности зависит от типа аварии.
- применении радиологического оружия, основным и единственным поражающим фактором которого является сильное радиоактивное заражение местности. Такое оружие снаряжено радиоактивными веществами в виде солевых растворов (программа "Генератор"), или твердого вещества, и может применяться в боевых частях баллистических и крылатых ракет. Такое оружие разрабатывалось и испытывалось в разных странах (в том числе и в СССР), но никогда не применялось в боевых действиях.

## Основные загрязняющие радиоактивные компоненты
- Йод-131 — является бета- и гамма-радиоактивным, период полураспада — около 8 суток. В связи с бета-распадом, 131I вызывает мутации и гибель клеток, в которые он проник, а также — окружающих тканей на глубину нескольких миллиметров. Концентрируется в основном в щитовидной железе. Является основным радионуклидом, оказывающимся в окружающей среде из-за ядерных аварий или испытаний ядерных бомб, однако, он достаточно быстро распадается.
- Стронций-90 — период полураспада — примерно 28,8 года. В окружающую среду 90Sr попадает преимущественно при выбросах с АЭС и ядерных взрывах. Долгоживущий загрязнитель. Крайне опасен. Аккумулируется, в основном, в костной ткани (костях), способен вызывать остеосаркому, саркому Юинга, острый и хронический миелоидный лейкозы из-за поражения красного костного мозга ионизирующей радиацией.
- Цезий-137 — период полураспада — 30 лет. Один из главных долгоживущих компонентов радиоактивного загрязнения биосферы. Выброс 137Cs в окружающую среду происходит в основном в результате аварий на предприятиях атомной энергетики и испытаний ядерного оружия. Аккумулируется в мышцах. Менее радиотоксичен, чем стронций-90.
- Кобальт-60 — период полураспада примерно равен 5,3 года. Попадает в окружающую среду при нарушении целостности промышленных и медицинских гамма-источников, образуется при взрыве кобальтовой бомбы. Является источником жёсткого гамма-излучения.
- Америций-241 — период полураспада примерно равен 433 годам. Очень радиотоксичен, так как является альфа-излучателем, сильный канцероген.

Вклад указанных радиоактивных компонентов при Чернобыльской аварии составил (приблизительно):
- йода-131 — 1,8⋅1018 Бк,
- цезия-137- 8,5⋅1016 Бк,
- стронция-90 — 1⋅1016 Бк.

Суммарная активность веществ, выброшенных в окружающую среду, составила, по различным оценкам, до 14⋅1018 Бк (примерно 380 млн кюри).
Выбросы в результате аварии на Фукусиме по оценкам Японской Комиссии по ядерной безопасности (NSC)  составили
- йода-131 — 1,5⋅1017 Бк,
- цезия-137- 1,2⋅1016 Бк.